# Gottlieb Berendt
Gottlieb Michael Berendt (* 4. Januar 1836 in Berlin; † 27. Januar 1920 in Schreiberhau) war ein deutscher Geologe. Er war einer der ersten Geologen, der sich mit Quartärgeologie und Flachlands-Geologie befasste.

## Leben
Gottlieb Berendts Vater war ein zum Protestantismus konvertierter jüdischer Buchhändler; der Berliner Maler Moritz Berendt war sein Onkel. Berendt studierte Bergbau und Geologie an der Universität Berlin und wurde 1863 über Diluvialablagerungen in der Mark Brandenburg promoviert (speziell der Gegend um Potsdam). 1865 ging er nach Königsberg und begann mit geologischer Kartierung und erstellte im Lauf der Zeit zwölf geologische Karten von Ostpreußen im Maßstab 1:100.000, wobei er auch Bodenkundliches für die Landwirtschaft einfließen ließ. 1873 wurde er außerordentlicher Professor in Königsberg. Ab 1874 war er bei der Preußischen Geologischen Landesanstalt (PGLA) und ab 1875 Leiter von deren Flachland-Abteilung. 1875 legte er das erste Blatt 1:25.000 für Nauen vor, mit dem er die auch später geltende Methodik der Flachlandkartierung begründete (Farben und Signaturen der Schichten, Bohrungen bis 2 m Tiefe, Berücksichtigung der Bodenkunde u. a.). Insgesamt stammen 19 geologische Karten 1:25.000 von ihm (meist in Brandenburg), an 24 anderen war er beteiligt. Er war Landesgeologe und lehrte als Professor an der Berliner Bergakademie. 1904 ging er in den Ruhestand.
Er begleitete Otto Martin Torell 1875 in die Rüdersdorfer Kalksteinbrüche, wo dieser anhand von Gletscherschrammen die Theorie der Inlandvereisung vorschlug. Berendt selbst untersuchte und veröffentlichte über Endmoränen und Urstromtäler (ein Begriff, den er prägte) der letzten Eiszeit.
Er regte erste Tiefbohrungen in Preußen an und wies nach, dass die jüngeren Braunkohleflöze in der Mark Brandenburg aus dem Miozän sind. Von ihm stammt die erste geologische Übersichtskarte der Umgebung von Berlin, zuerst 1884 zum Internationalen Geologenkongress in Berlin erschienen.
Er war seit 1866 mit Alwine Necker verheiratet, mit der er zwei Söhne und eine Tochter hatte. Ein Sohn war der Schriftsteller und Architekt Werner von Königsberg. Im Jahr 1882 wurde er zum Mitglied der Leopoldina gewählt.

## Schriften
- De formatione diluviana in Marchia provincia ac potissimum in vicinitate Postempiae. Dissertation, Berlin 1863.
- Die Diluvialablagerungen der Mark Brandenburg. 1863.
- Geologie des Kurischen Haffes und seiner Umgebung. Koch, Königsberg 1869 (Google books).
- Die Umgebung von Berlin. 1877.
- Gletschertheorie oder Drifttheorie in Norddeutschland! In: Zeitschrift der deutschen Geologischen Gesellschaft, 31, 1879, S. 1–20.
- Übersichtskarte und Untergrundskarte von Berlin. 1897.